# 苯基铜
苯基铜是一种金属有机化合物，化学式为C6H5Cu。它最初于1923年被制得，为灰绿色晶体。

## 制备
它可由苯基溴化镁的乙醚溶液和碘化亚铜反应制得：
C6H5MgBr + CuI → C6H5Cu + MgBrI

## 性质
它于80 °C分解为铜和联苯；在水中缓慢水解：
2 C6H5Cu + H2O → Cu2O + 2 C6H6
它能够与三丁基膦或三苯基膦形成稳定配合物。它在固态为低聚物，而其甲硫醚溶液为三聚体和四聚体的混合物。